# الديمقراطية الآن للعالم العربي
إن الديمقراطية الآن للعالم العربي (داون) منظمة أميركية غير ربحية تأسست في سبتمبر 2020، وتدعو إلى الديمقراطية وحقوق الإنسان في الشرق الأوسط.
المديرة سارة ليا ويتسن: قالت إنها أنشئت على أساس "الاعتقاد بأن الديمقراطية والحرية فقط هي التي ستجلب السلام والأمن الدائمين إلى الشرق الأوسط وشمال أفريقيا.
وقالت سارة ليا ويتسن إن المنظمة ستمول من قبل أفراد ومؤسسات خاصة وتتحاشى أي مساعدة مالية حكومية - ويرجع ذلك جزئيا إلى أن أحد جوانب مهمتها هو «محاسبة الدول الغربية» على تمكين الحكومات الاستبدادية من إساءة المعاملة.